# زهيري (الريف الغربي)
زهيري (بالفارسية: ظهیری) هي منطقة سكنية تقع في إيران في قسم الريف الغربي الريفي. يقدر عدد سكانها بـ 32 نسمة بحسب إحصاء 2016.